# Victory (Running Wild)
Victory è l'undicesimo album in studio del gruppo musicale heavy metal tedesco Running Wild.
Il disco, pubblicato il 10 gennaio 2000 dalla GUN, è l'ultimo della trilogia cominciata con Masquerade e continuata con The Rivalry.

## Tracce
1. Fall of Dorkas (Rolf Kasparek) – 5:15
2. When Time Runs Out (Rolf Kasparek) – 5:16
3. Timeriders (Rolf Kasparek) – 4:23
4. Into the Fire (Rolf Kasparek)  – 4:56
5. Revolution (John Lennon, Paul McCartney) – 2:57
6. The Final Waltz (Thilo Hermann) – 1:19
7. Tsar (Rolf Kasparek) – 7:07
8. The Hussar (Rolf Kasparek) – 4:04
9. The Guardian (Rolf Kasparek)  – 5:08
10. Return of the Gods (Rolf Kasparek, Thilo Hermann) – 5:29
11. Silent Killer (Rolf Kasparek) – 4:44
12. Victory (Rolf Kasparek) – 4:47

## Formazione
- Rolf Kasparek - voce, chitarra
- Thilo Herrmann - chitarra
- Thomas Smuszynski - basso
- Angelo Sasso - batteria